# Peitruss
Peitruss is een Luxemburgs-Nederlandse speelfilm uit 2019, geregisseerd door Max Jacoby.

## Verhaal
Na een mislukte huwelijk met de saaie politieagent Toni heeft Lara haar geluk weer heeft gevonden met de knappe Joakim. Maar wanneer Toni, Joakim beschuldigt van het plegen van een reeks onopgeloste moorden rondom Luxemburg, staat Lara's wereld op zijn kop. Terwijl ze probeert de onschuld van Joakim te bewijzen, slaat na verloop van tijd bij haar het wantrouwen toe en vraag ze zich af of ze de man van wie ze houdt echt kent.

## Rolverdeling
| Acteur           | Personage      |
| ---------------- | -------------- |
| Peri Baumeister  | Lara           |
| Maarten Heijmans | Joakim         |
| Jules Werner     | Toni           |
| Anouk Wagener    | Catherine      |
| Sarah Lamesch    | Carole         |
| Rifka Lodeizen   | Marijke        |
| Roland Gelhausen | André          |
| Clod Thommes     | Pierre         |
| Josiane Peiffer  | Winkeleigenaar |

## Release
De film ging in première op 12 maart 2019 op het Luxembourg City Film Festival. Peitruss werd op 23 oktober 2019 uitgebracht in de Luxemburgse bioscoop.